# 林町
林町（はやしちょう）は、徳島県阿波郡にあった町。現在の阿波市阿波町の南西の一角にあたる。本項では町制前の名称である林村（はやしそん）についても述べる。

## 地理
- 河川 ： 吉野川

## 歴史
- 1889年（明治22年）10月1日 - 町村制の施行により、西林村および東林村の大部分の区域をもって林村が発足。
- 1928年（昭和3年）11月1日 - 林村が町制施行して林町となる。
- 1950年（昭和25年）3月29日 - 町内に昭和天皇が行幸（昭和天皇の戦後巡幸）。林小学校校庭に阿波郡奉迎場を設けて天皇を迎えた[1]。
- 1955年（昭和30年）3月31日 - 久勝町・伊沢村と合併して阿波町が発足。同日林町廃止。

## 交通

### 道路
現在は旧町域を徳島自動車道が通過するが、当時は未開通。